# Brynn Thayer
Pour les articles homonymes, voir Thayer.
Brynn Thayer est une actrice américaine née le 4 octobre 1949 près de Dallas, Texas (États-Unis).

## Filmographie
- 1963 : Hôpital central ("General Hospital") (série télévisée) : Kylie Quinlan (1994)
- 1968 : On ne vit qu'une fois ("One Life to Live") (série télévisée) : Jenny Wolek Siegel Vernon Renaldi, R. N. #2 (1978-1986)
- 1987 : Tonight's the Night (TV)
- 1987 : Ghost of a Chance (TV) : Kathleen
- 1987 : Big Shots : Mom
- 1987 : La loi est la loi (Jake and the Fatman) (TV) : Laura
- 1988 : Poursuite en Arizona (The Tracker) (TV) : Lottie Adams
- 1988 : Héros (Hero and the Terror) : Kay
- 1988 : Deadline: Madrid (TV)
- 1988 : Kansas : Connie
- 1988 : TV 101 ("TV 101") (série TV) - 13 épisodes : Emilie Walker
- 1989 : The Comeback (TV) : Karin Ward
- 1989 : Médecin à Honolulu ("Island Son") (série TV) - 18 épisodes : Maggie Judd
- 1991 - 1994 : Matlock (série ) - 37 épisodes : Leanne McIntyre
- 1992 : Diagnostic : Meurtre (TV) : Anna Clifford
- 1993 : Ouragan sur Miami (Triumph Over Disaster: The Hurricane Andrew Story) (TV) : Sandra Channing
- 1997-1998 : Pensacola (série TV) - 12 épisodes : Col. Rebecca Hodges
- 2000 : Chasing the Dragon : Judith Oberon
- 2000 : The David Cassidy Story (TV) : Evelyn Ward
- 2005 : Miss Détective : La Pièce manquante (Jane Doe: The Wrong Face) (TV) : Plastic Surgeon
- 2005 : Monk (Saison 4, Episode 7) (série TV) : Tante Cokie
- 2014 : Dans les griffes de ma belle-mère (Deadly Revenge) (TV) : Mrs. Rice

## Voix françaises
- Josiane Pinson (2 fois) dans :
  - Pensacola : Colonel Rebecca Hodges (Série TV) (1997-1998)
  - Dans les griffes de ma belle-mère : Madame Rice (Téléfilm) (2013)

- Pauline Larrieu dans Héros : Kay (1988)
- Frédérique Cantrel dans Preuve à l'appui : Gina Hurst (Série TV) (2006)
- Marie-Martine dans Ringer : Nancy Painter (Série TV) (2012)
- Nathalie Doudou dans Murder in Mexico: The Bruce Beresford-Redman Story : Andrea Walsh (Téléfilm) (2015)